# Alan Curbishley
Llewellyn Charles „Alan“ Curbishley (* 8. November 1957 in Forest Gate, London) ist ein ehemaliger englischer Profifußballer, als Trainer von Charlton Athletic und West Ham United stand er in über 800 Pflichtspielen im höherklassigen englischen Profifußball an der Seitenlinie.

## Sportlicher Werdegang
Curbishley startete 1975 seine Karriere bei West Ham United, für die er in vier Jahren 85 Spiele absolvierte und fünf Tore schoss. Seine weiteren Stationen waren Birmingham City, Aston Villa, Charlton Athletic sowie Brighton & Hove Albion.
Als Trainer arbeitete er von 1991 bis 2006 bei Charlton Athletic. Zwischen Dezember 2006 und September 2008 trainierte er West Ham United, den Verein, bei dem er auch seine aktive Karriere begonnen hatte. 
Im Dezember 2013 schloss Curbishley sich als Technischer Direktor dem FC Fulham an, wurde aber nach zwei Monaten im Zusammenhang mit der Verpflichtung von Felix Magath gemeinsam mit Assistenztrainer Ray Wilkins freigestellt. Unter Magaths Nachfolger Kit Symons kehrte er im März 2015 als Assistenztrainer in den Dienst beim Londoner Klub zurück. Nach dessen Entlassung im November 2015 war er kurzzeitig mit der Trainingsleitung betraut, bei den folgenden Ligaspielen saßen jedoch Peter Grant und Stuart Gray als Interimstrainer auf der Bank und im Dezember wurde mit Slaviša Jokanović eine dauerhafte Lösung gefunden.